# Лох-Ллойд (Міссурі)
Лох-Ллойд (англ. Loch Lloyd) — селище (англ. village) в США, в окрузі Кесс штату Міссурі. Населення — 863 особи (2020).

## Географія
Лох-Ллойд розташований за координатами 38°49′45″ пн. ш. 94°35′47″ зх. д. / 38.82917° пн. ш. 94.59639° зх. д. (38.829062, -94.596432).  За даними Бюро перепису населення США в 2010 році селище мало площу 4,94 км², з яких 4,53 км² — суходіл та 0,40 км² — водойми.

## Демографія
Згідно з переписом 2010 року, у селищі мешкало 600 осіб у 252 домогосподарствах у складі 220 родин. Густота населення становила 122 особи/км².  Було 279 помешкань (57/км²).
Расовий склад населення:
| - 94,7 % — білих - 3,2 % — чорних або афроамериканців - 1,2 % — азіатів |

До двох чи більше рас належало 0,5 %. Частка іспаномовних становила 1,5 % від усіх жителів.
За віковим діапазоном населення розподілялося таким чином: 14,3 % — особи молодші 18 років, 60,5 % — особи у віці 18—64 років, 25,2 % — особи у віці 65 років та старші. Медіана віку мешканця становила 55,5 року. На 100 осіб жіночої статі у селищі припадало 96,7 чоловіків;  на 100 жінок у віці від 18 років та старших — 100,0 чоловіків також старших 18 років.
Середній дохід на одне домашнє господарство  становив 275 689 доларів США (медіана — 138 125), а середній дохід на одну сім'ю — 289 988 доларів (медіана — 155 313). За межею бідності перебувало 0,8 % осіб, у тому числі 0,0 % дітей у віці до 18 років та 0,0 % осіб у віці 65 років та старших.
Цивільне працевлаштоване населення становило 288 осіб. Основні галузі зайнятості: науковці, спеціалісти, менеджери — 17,7 %, роздрібна торгівля — 15,6 %, освіта, охорона здоров'я та соціальна допомога — 13,9 %, фінанси, страхування та нерухомість — 12,8 %.